# Сім'я Алінди
Сімейство Алінди — це невелика група астероїдів, розташована в головному поясі. Астероїди даного сімейства характеризуються орбітами з великими півосями 2,5 а. о. від Сонця і значними ексцентриситетами від 0,4 до 0,65. Сімейство отримало назву на честь самого масивного свого представника астероїда - (887) Алінда.
Таким значним ексцентриситетом ці астероїди зобов'язані планеті-гігантові Юпітеру. Астероїди сімейства Алінди є одними з тих небагатьох астероїдів, які знаходяться в украй малонаселеній області головного поясу, для якої характерний сильний орбітальний резонанс з Юпітером 3: 1, де на три оберти астероїда навколо Сонця доводиться один оборот Юпітера. Тобто, через кожні три роки відбуваються тісні зближення цих астероїдів з Юпітером, під час яких він здійснює на них сильний гравітаційний вплив, що і призводить до поступового наростання ексцентриситету, через що орбіти астероїдів даного сімейства вкрай нестійкі.
Крім того, астероїди Алінди входять в ще один досить сильний резонанс 1: 4, цього разу вже з Землею. У деяких членів цієї групи перигелії вже розташовуються досить близько від земної орбіти. З цієї причини протягом найближчих тисячоліть їх ексцентриситет буде і далі наростати, поки тісне зближення з нашою планетою чи не призведе до переходу цих астероїдів на більш стабільні орбіти.
Регулярні, раз в 4 роки, тісні зближення деяких астероїдів з групи Алінди із Землею роблять їх дуже зручними об'єктами для вивчення, в першу чергу за допомогою радіоастрономії, і спектральних досліджень. Найяскравіші приклади - астероїди (4179) Таутатіс і (6489) Голевка.
З іншого боку, якщо астероїд цього сімейства виявився в невигідному положенні для спостереження, наприклад, при малому кутовому віддаленні від Сонця, то через резонанс, такий стан астероїда відносно Землі може зберігатися десятиліттями. Саме така, починаючи з 2010 року, ситуація з астероїдом (1915) Кетцалькоатль, який з 1985 року був помічений лише один раз.
| Ім'я                 | Діаметр  | Велика піввісь | Нахил орбіти | Ексцентриситет | Рік відкриття |
| -------------------- | -------- | -------------- | ------------ | -------------- | ------------- |
| (887) Алінда         | 4,2 км   | 2,501 а. о.    | 9,185 °      | 0,553          | 1918          |
| (1429) Пемба         | ?        | 2,555 а. о.    | 7,746 °      | 0,336          | 1937          |
| (1550) Тіто          | 14,0 км  | 2,544 а. о.    | 8,861 °      | 0,313          | 1937          |
| (1607) Мавіс         | 11,97 км | 2,550 а. о.    | 8,578 °      | 0,304          | 1950          |
| (1915) Кетцалькоатль | 0,5 км   | 2,541 а. о.    | 20,417 °     | 0,571          | 1953          |
| (2608) Сенека        | 0,9 км   | 2,503 а. о.    | 14,998 °     | 0,577          | 1978          |
| (3360) Сірінга       | 1,8 км   | 2,468 а. о.    | 21,426 °     | 0,743          | 1981          |
| (3628) Божнемцова    | 7 км     | 2,539 а. о.    | 6,884 °      | 0,298          | 1979          |
| (3806) Тремен        | ?        | 2,542 а. о.    | 10,022 °     | 0,310          | 1981          |
| (4179) Тоутатіс      | 5,4 км   | 2,531 а. о.    | 0,4464 °     | 0,629          | 1989          |
| (5847) Вакія         | ?        | 2,542 а. о.    | 6,583 °      | 0,303          | 1989          |
| (5864) Монгольф'єр   | ?        | 2,566 а. о.    | 8,251 °      | 0,322          | 1983          |
| (6318) Кронкайт      | ?        | 2,514 а. о.    | 25,951 °     | 0,465          | 1990          |
| (6322) 1991 CQ       | ?        | 2,518 а. о.    | 28,300 °     | 0,470          | 1991          |
| (6489) Голівка       | 0,53 км  | 2,498 а. о.    | 2,277 °      | 0,605          | 1991          |
| (6491) 1991 OA       | ?        | 2,503 а. о.    | 5,734 °      | 0,589          | 1991          |
| (7092) Кадмус        | ?        | 2,525 а. о.    | 10,051 °     | 0,702          | 1992          |
| (7345) Хаппер        | ?        | 2,452 а. о.    | 3,679 °      | 0,323          | 1992          |
| (7568) 1988 VJ2      | ?        | 2,530 а. о.    | 5,269 °      | 0,330          | 1988          |
| (7569) 1989 BK       | ?        | 2,551 а. о.    | 8,758 °      | 0,301          | 1989          |
| (7638) Гладман       | ?        | 2,538 а. о.    | 6,821 °      | 0,313          | 1984          |
| (8201) 1994 AH2      | ?        | 2,534 а. о.    | 9,577 °      | 0,708          | 1994          |
| (8709) Кадлу         | ?        | 2,536 а. о.    | 3,501 °      | 0,485          | 1994          |
| (9047) 1991 QF       | ?        | 2,527 а. о.    | 16,907 °     | 0,314          | 1991          |